# HEAT-1X-Tycho Brahe

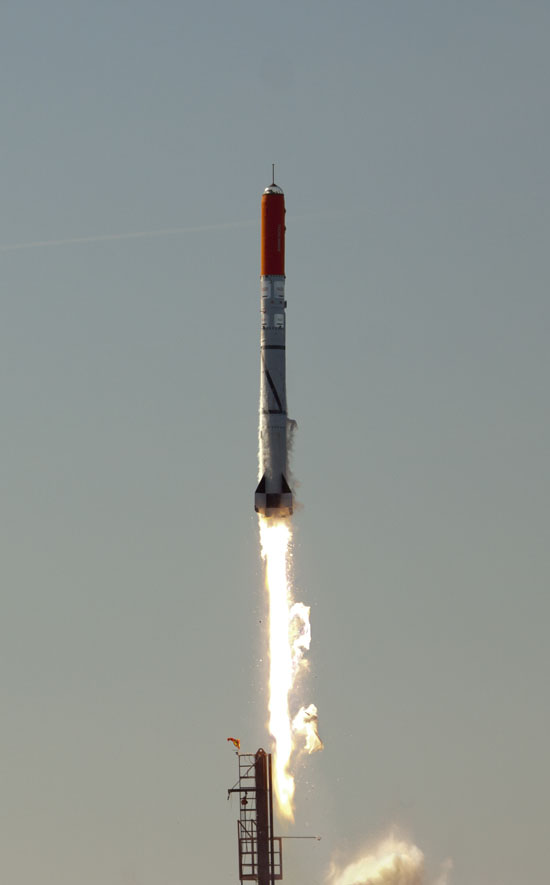
Start der HEAT-1X-Tycho Brahe am 3. Juni 2011

Die HEAT-1X-Tycho Brahe (HEAT = Hybrid Exo Atmospheric Transporter) ist eine privat finanzierte und gebaute Kombination der Rakete HEAT-1X mit der Raumkapsel Tycho Brahe-1. Erbauer ist der dänische Verein Copenhagen Suborbitals.
Zu Ehren des dänischen Astronomen Tycho Brahe wurde die Raumkapsel auf dessen Namen getauft. Sie besitzt eine Spitze aus Plexiglas, so dass mögliche Passagiere den Flug mitverfolgen können. Die einstufige HEAT-1X-Rakete verwendet Polyurethane (synthetischer Gummi) als Treibstoff und Flüssigsauerstoff als Oxidator.
Das Projekt hatten die Gründer von Copenhagen Suborbitals Peter Madsen und Kristian von Bengtson privat über Spenden finanziert. Etwa 40 Unternehmen und 1800 Privatpersonen spendeten Geld.

## Startversuche
Am 5. September 2010 sollte die 9,38 m lange und 1627 kg schwere Rakete zum ersten Mal von ihrer schwimmenden Startplattform Sputnik in der Nähe der Insel Bornholm in der Ostsee starten. Geplant war eine Flughöhe von etwa 30 Kilometern. Die Rakete flog unbemannt, an Bord befand sich dennoch ein 70 kg schwerer Crashtest-Dummy als Passagier. Die Rakete und ihre Startplattform Sputnik wurden durch das von Peter Madsen gebaute U-Boot UC3-Nautilus vom Hafen Nexø aus zur Startposition bewegt. Nach Erreichen der Höhe sollte die Kapsel an Fallschirmen wieder sicher zurückkehren und in der Ostsee landen.
Der Startversuch schlug gegen 14:44 Uhr aufgrund des eingefrorenen Sauerstoffventils fehl: Ein zur Enteisung installierter Föhn war mangels Stromversorgung ausgefallen.
Der zweite Startversuch fand am 3. Juni 2011 statt. Dabei erreichte die Rakete erstmals eine Höhe von 2,8 Kilometer, geplant waren jedoch 16 km. Grund dafür war, dass sich die Rakete einige Sekunden nach dem Start um etwa 30 Grad neigte und dadurch schnell die Grenze des Startgebiets erreichte. Deshalb musste das Triebwerk manuell abgeschaltet werden.

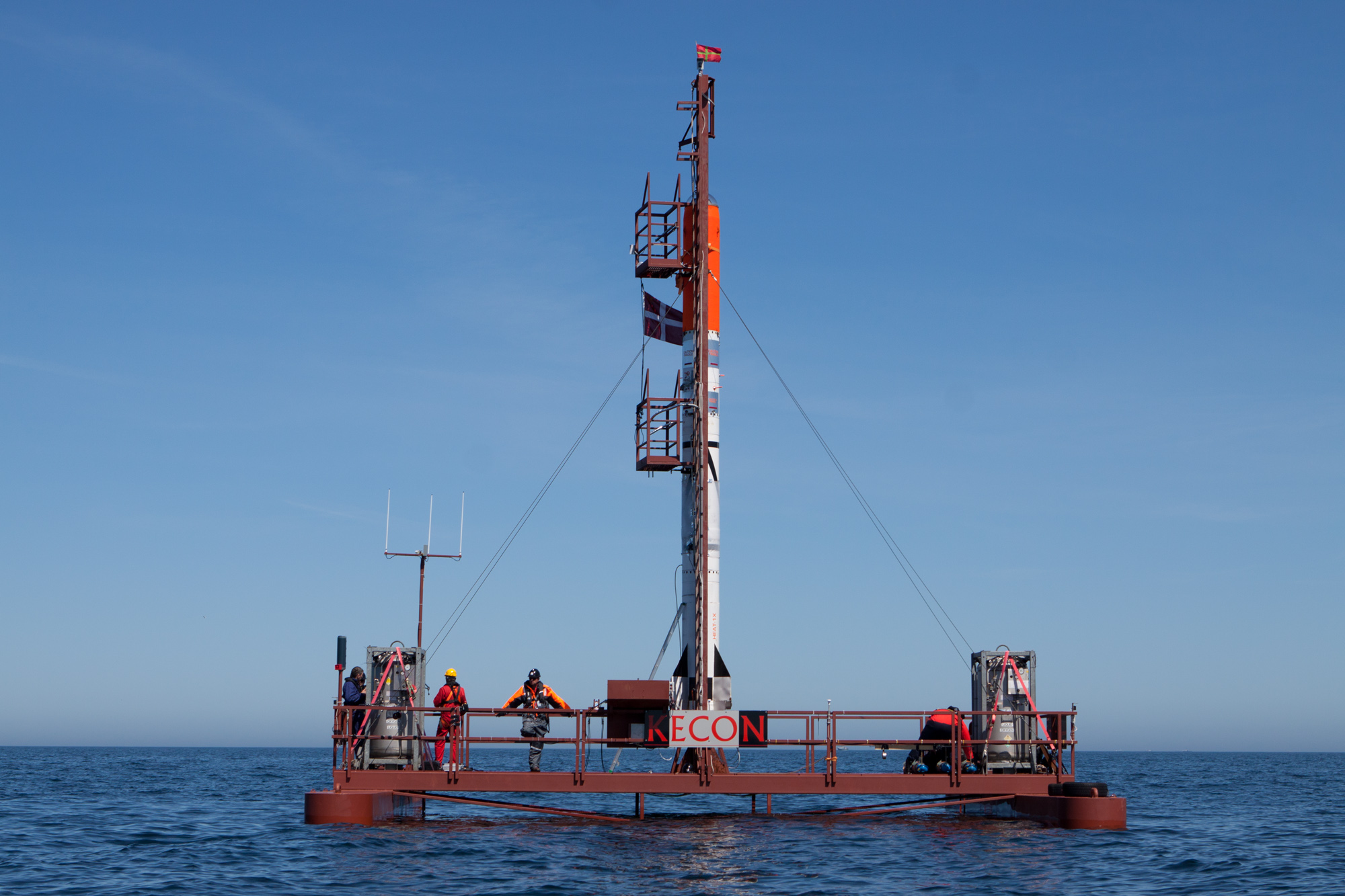
HEAT-1X-Tycho auf Startplattform Sputnik
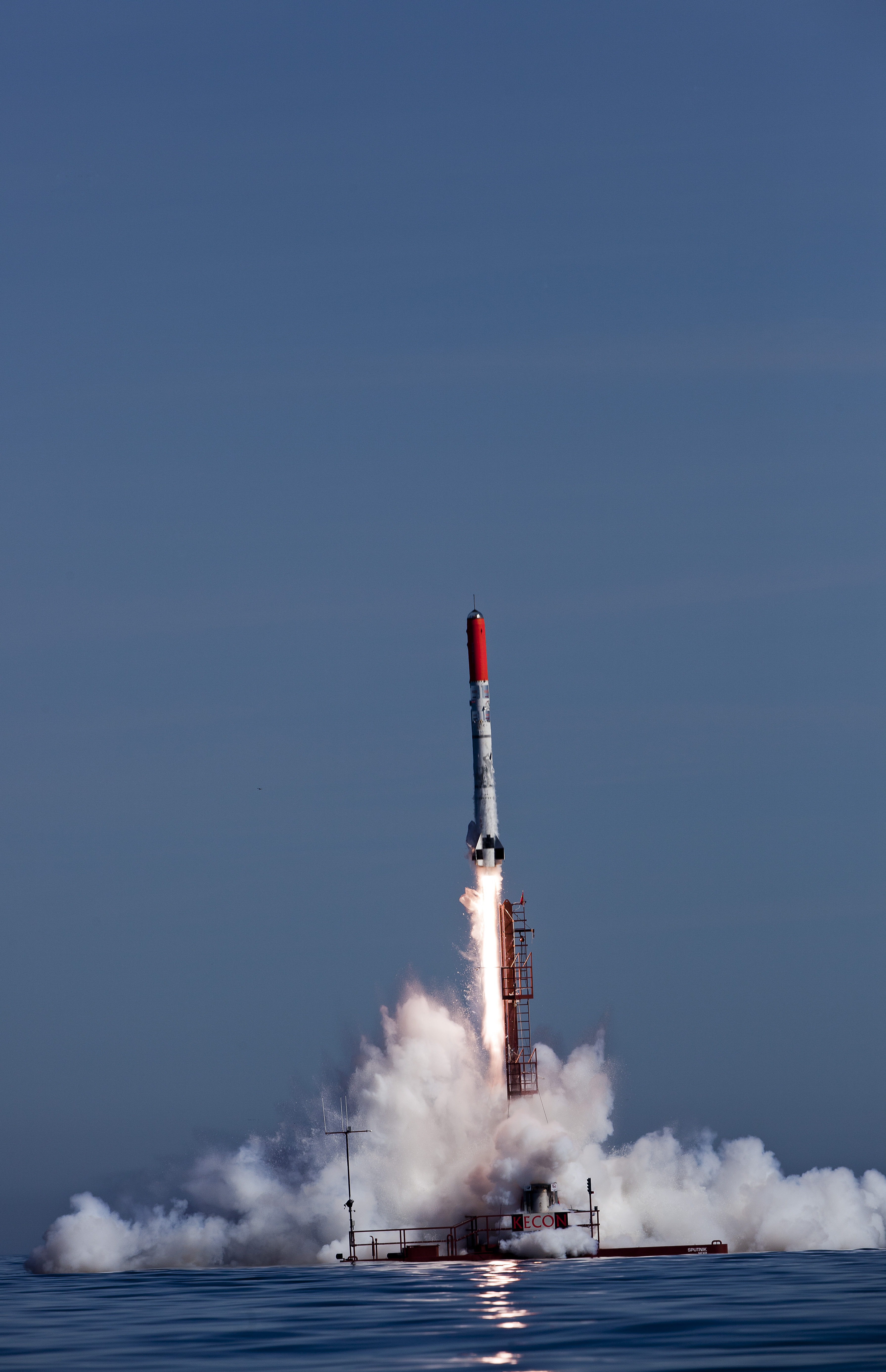
HEAT-1X-Tycho Brahe beim Start
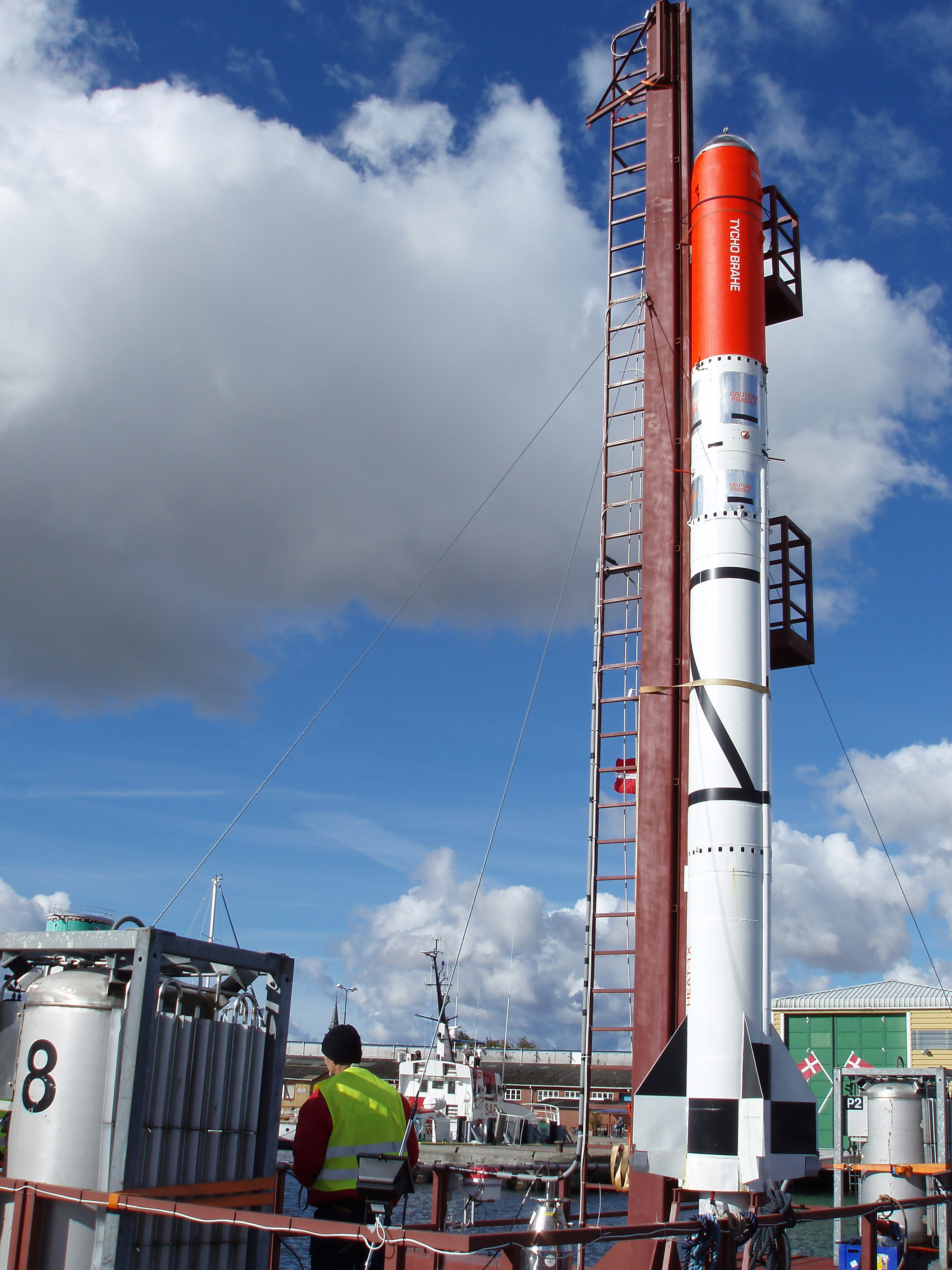
HEAT-1X-Tycho Brahe in Nexø
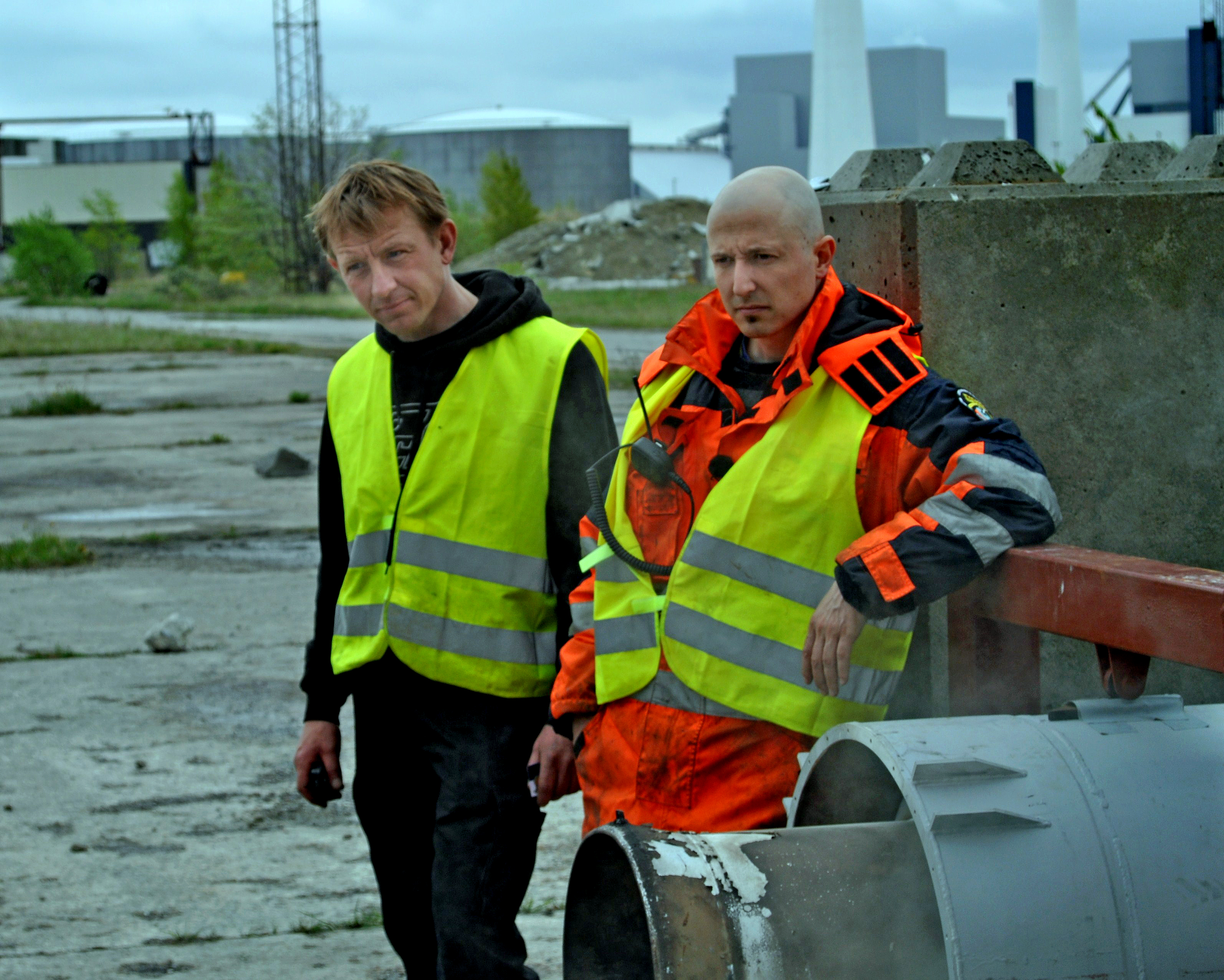
Peter Madsen und Kristian von Bengtson